# قلعة لودلو
قلعة لودلو تقع في ويلز في المملكة المتحدة.القلعة مدمرة جزئيا وغير مأهولة بنيت في القرون الوسطى وتقع في بلدة لودلو في مقاطعة شروبشاير. تقف القلعة على نقطة عالية تطل على نهر تيم Teme ، وكانت في العصور الوسطى معقل استراتيجي مهم للسيطرة على حدود ويلز، وأحيانا مقر الحكومة الإنجليزية في ويلز. القلعة تأسست على الأرجح من قبل والتر دي لاسي في أواخر القرن الحادي عشر الميلادي، وتم حيازة القلعة من قبل أسرة لاسي حتى عام 1115، وكان اخر مالك للقلعة هيو دي لاسي دون الذي مات ولم يكن عنده أي أطفال فتم الأستيلاء على ممتلكاته من قبل الملك باين فيتزجون (Pain fitzJohn) والذي تزوج من ابنة أخ هيو دي لاسي.
تم توسيع القلعة إلى القصر الرائع في عصر روجر مورتيمر، والذي كان يعتبر أقوى رجل في إنجلترا.
رممت القلعة وتعتبر الآن مكان لايقامة المهرجانات الكبرى في بلدة لودلو على مدار العام ومفتوحة للعامة.والقلعة الآن هي ملك لمجموعة اللإيرل بويس وأمناء قلعة عقارات بويس.

## أقسام القلعة
قلعة البيت - وتحوي على صالة الشاي.وصالة مراسم الزفاف وحفلات الاستقبال، وبعض المساكن للإقامة المؤقتة.
سوق القلعة، وتقام فيه أيضا الحفلات الموسيقية.

## معرض صور

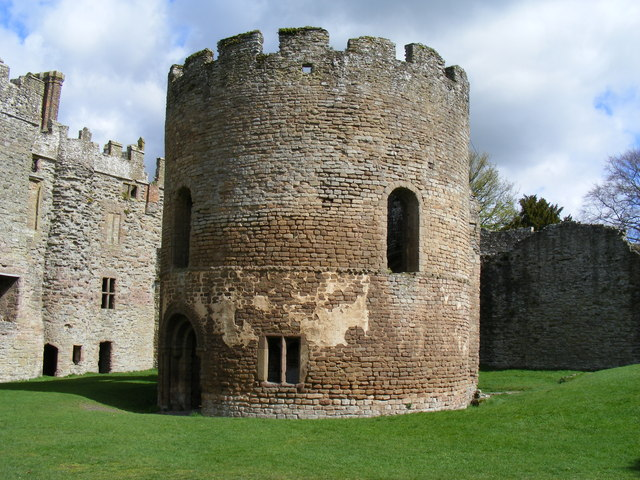
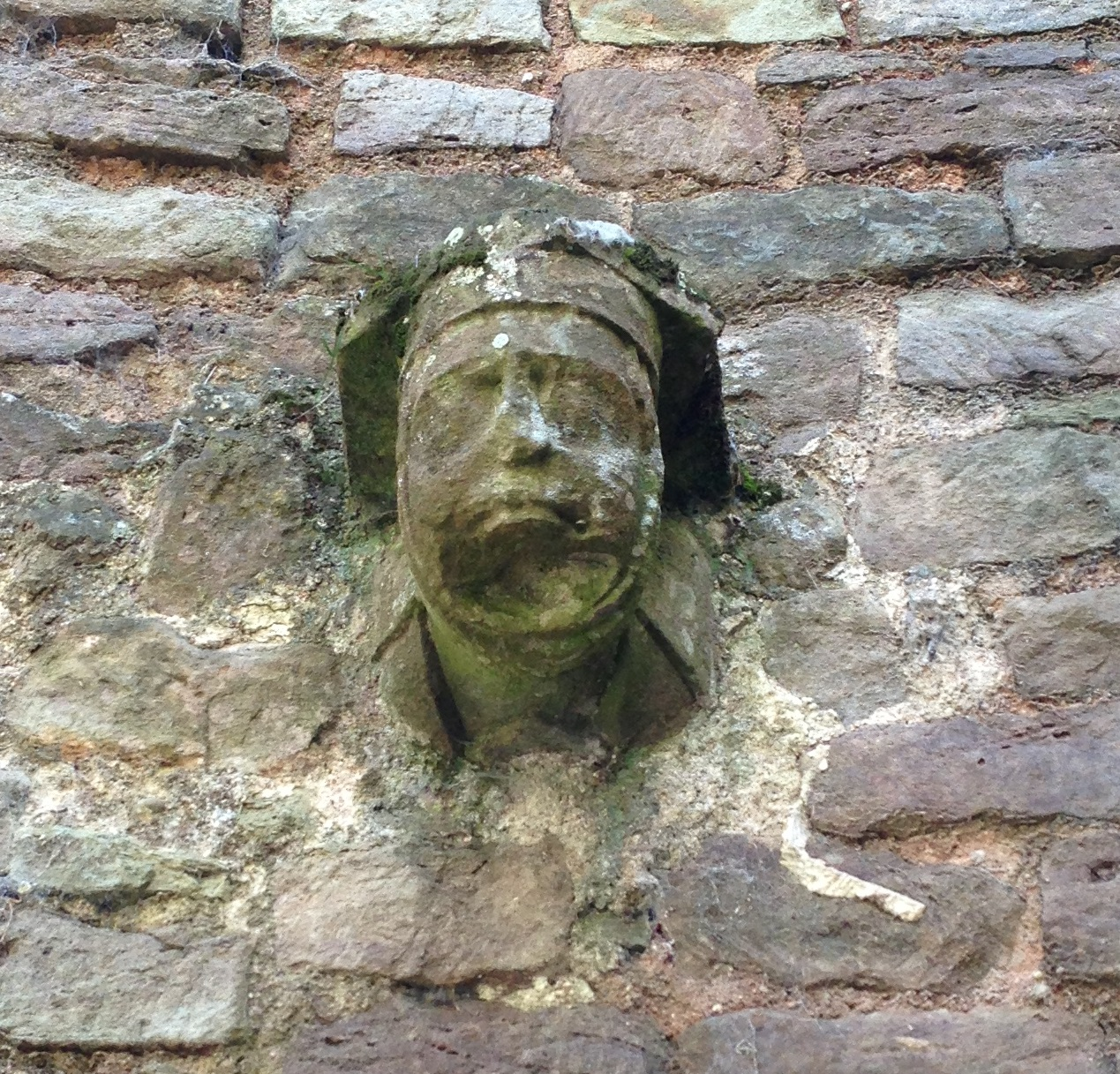
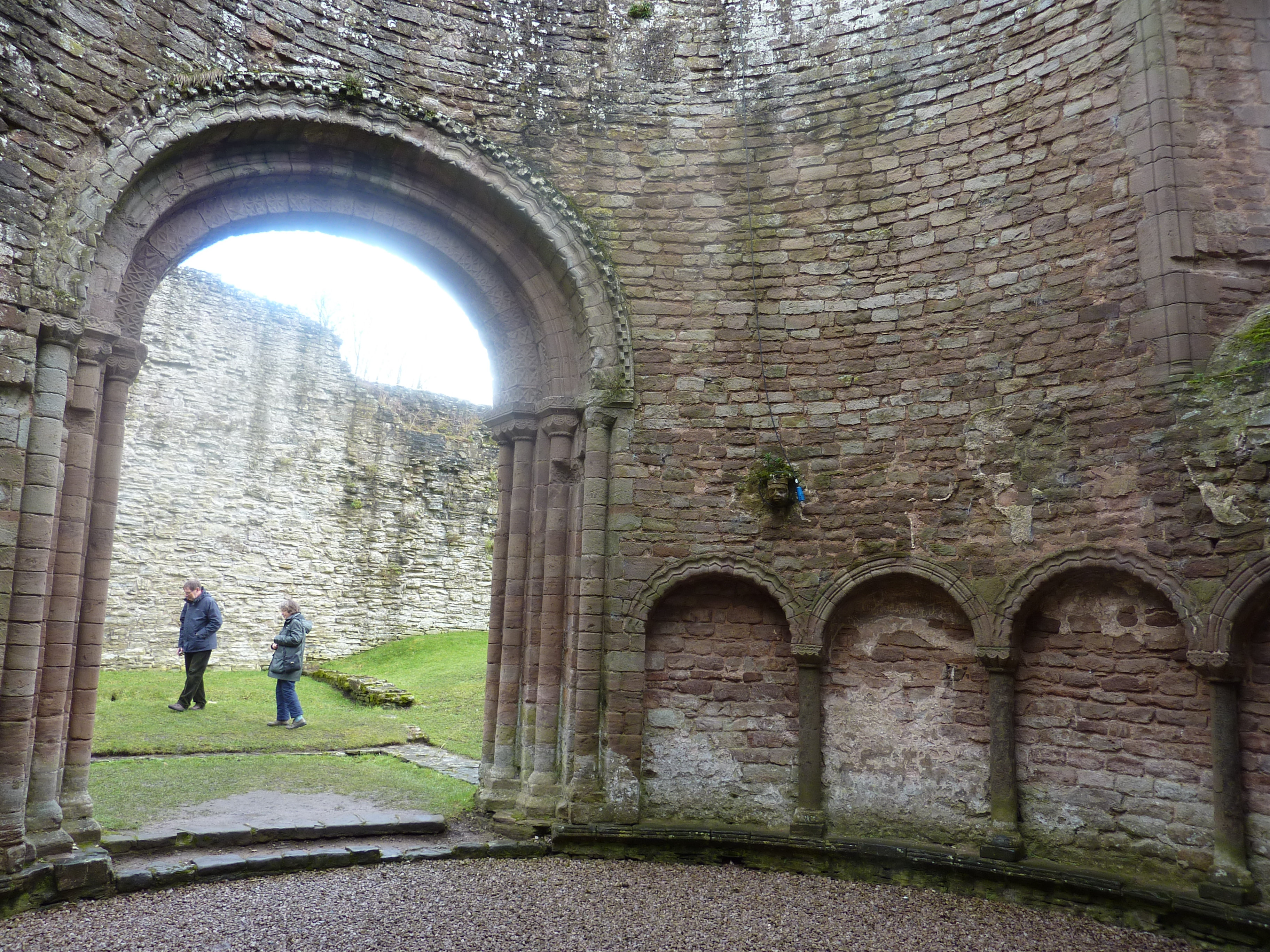
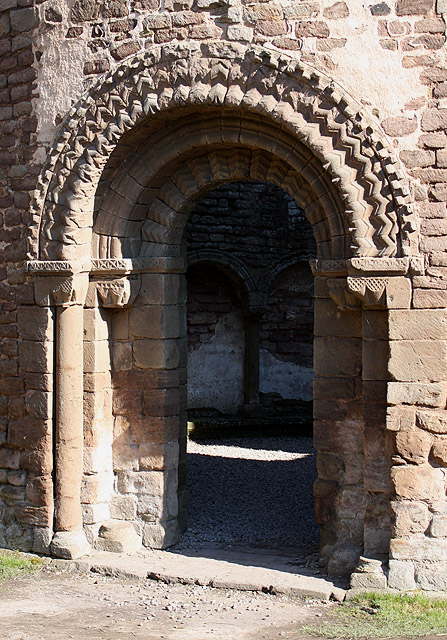

## وصلات خارجية
- Bibliography of sources related to Ludlow Castle
- Ludlow Castle official information site
- Ludlow Castle on Castlewales.com| - ع - ن - ت قلاع إنجلترا                                                                                                                                                                                                                                                                                                                                                                                 | - ع - ن - ت قلاع إنجلترا | - ع - ن - ت قلاع إنجلترا |
| --- | ------------------------ | ------------------------ |
| - قصر بكنغهام - قصر هامبتون كورت - قلعة عربية الرومانية - لونغ ليت - منزل شاتسورث - قلعة رستورمل - قلعة دروغو - قلعة بوديام - قلعة ستوكيساي - قلعة لودلو - قلعة مورتون كوربيت - اتون (كامبريدجشير) - قلعة دوفر - قلعة ليدز - قلعة هيفر - قلعة دورهام - قلعة دونستانبيرغ - قلعة وينشستر - قلعة ورك - ساروم القديمة - قلعة ملجريف - قلعة ميدلهام - قلعة بونتيفراكت - قلعة ساندال - البرج الأبيض - برج لندن |                          |                          || - ع - ن - ت قلاع المملكة المتحدة | - ع - ن - ت قلاع المملكة المتحدة | - ع - ن - ت قلاع المملكة المتحدة |
| --- | -------------------------------- | -------------------------------- |
| - القلعة الحرة - قلعة إلين دونن - قلعة بونتيفراكت - قلعة كونوي - برج لندن - قصر وندسور - قلعة بوديام - قلعة دروغو - قلعة دورهام - قلعة دوفر - قلعة دونستانبيرغ - قلعة لودلو - قلعة مورتون كوربيت - قلعة ميدلهام - قلعة هارليتش - قلعة كارديف - كاستل واي بير |                                  |                                  |